# Letonniemi
Letonniemi est une péninsule de la baie de Botnie située dans le quartier de Taskila à Oulu en Finlande .

## Présentation
Letonniemi est une réserve naturelle  Natura 2000 située sur la rive orientale de la baie Kuivasmeri.
La péninsule actuelle Letonniemi était auparavant une île appelée Piispanletto et la zone est connue sous les deux noms.
Letonniemi est protégée principalement pour ses vastes prairies côtières et pour le suivi et l'étude des changements de végétation liés au rebond post-glaciaire.
La zone étant proche de la ville d'Oulu est également une zone de loisirs importante.
Des épicéas ont été plantés dans les parties centrales de Letonniemi. 
Le port de plaisance (fi) et la plage de Rajahauta ont été aménagés à Rajakylä sur la côte Nord-Est de la péninsule. 
Des sentiers de randonnée sillonnent la péninsule.
À l'extrémité Ouest de Letonniemi se trouve un site de feux de camp, et sur la rive Sud, le long du sentier de randonnée, se dresse le phare de Koskela.

## Faune et flore
Dans le passé, la zone a été utilisée comme pâturage pour les animaux, mais avec l'arrêt du pâturage, la végétation a envahi la région, et le saule, le roseau commun et l'aulne blanc poussent maintenant dans les prairies côtières. 
La région est également riche en fougères et en cornouillers.
En conséquence de l’alimentation des animaux, la diversité des oiseaux a diminué, et les nombres d’échassiers comme les Pluvier grand-gravelot, les bécasseaux variables et les bécasseaux de Temminck ont diminué de façon alarmante. 
Les aigles bruns, les oies de mer, les pygargues à tête blanche et les fauvettes roseaux, entre autres, ont bénéficié de l'alimentation.

## Vues de Lettoniemi

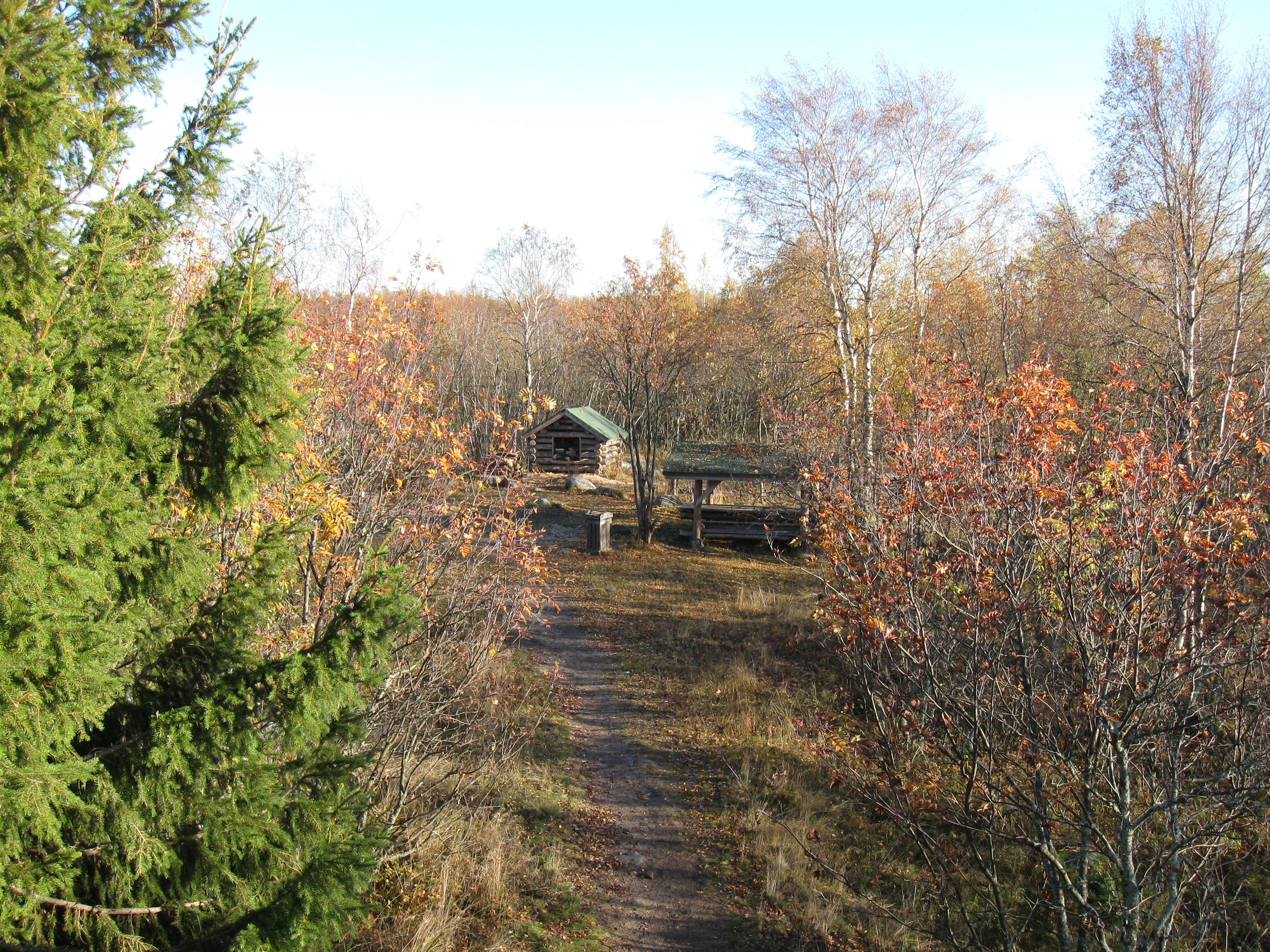
Zone de feux de camp.
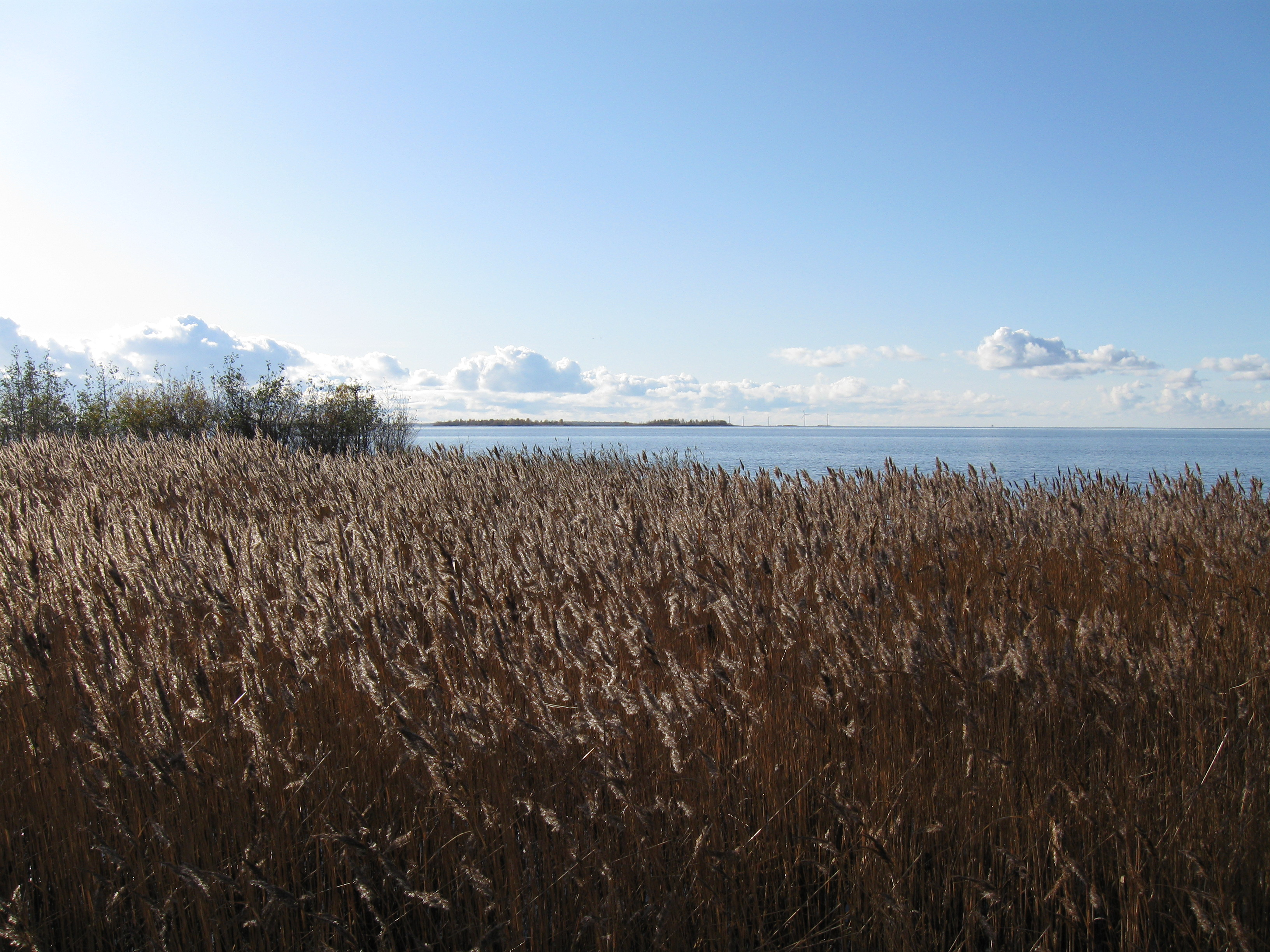
Vue vers le sud.
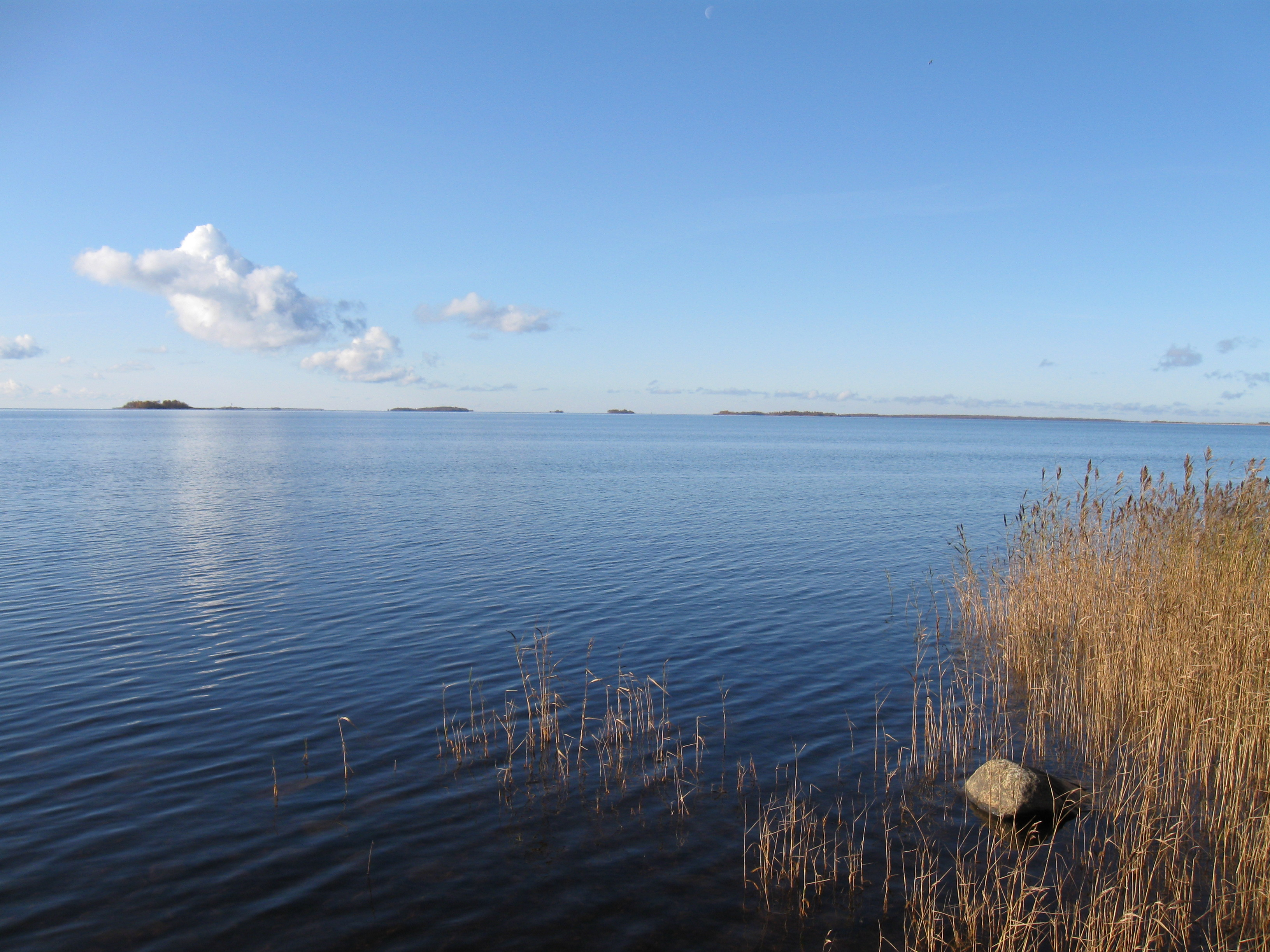
Vue vers le nord.
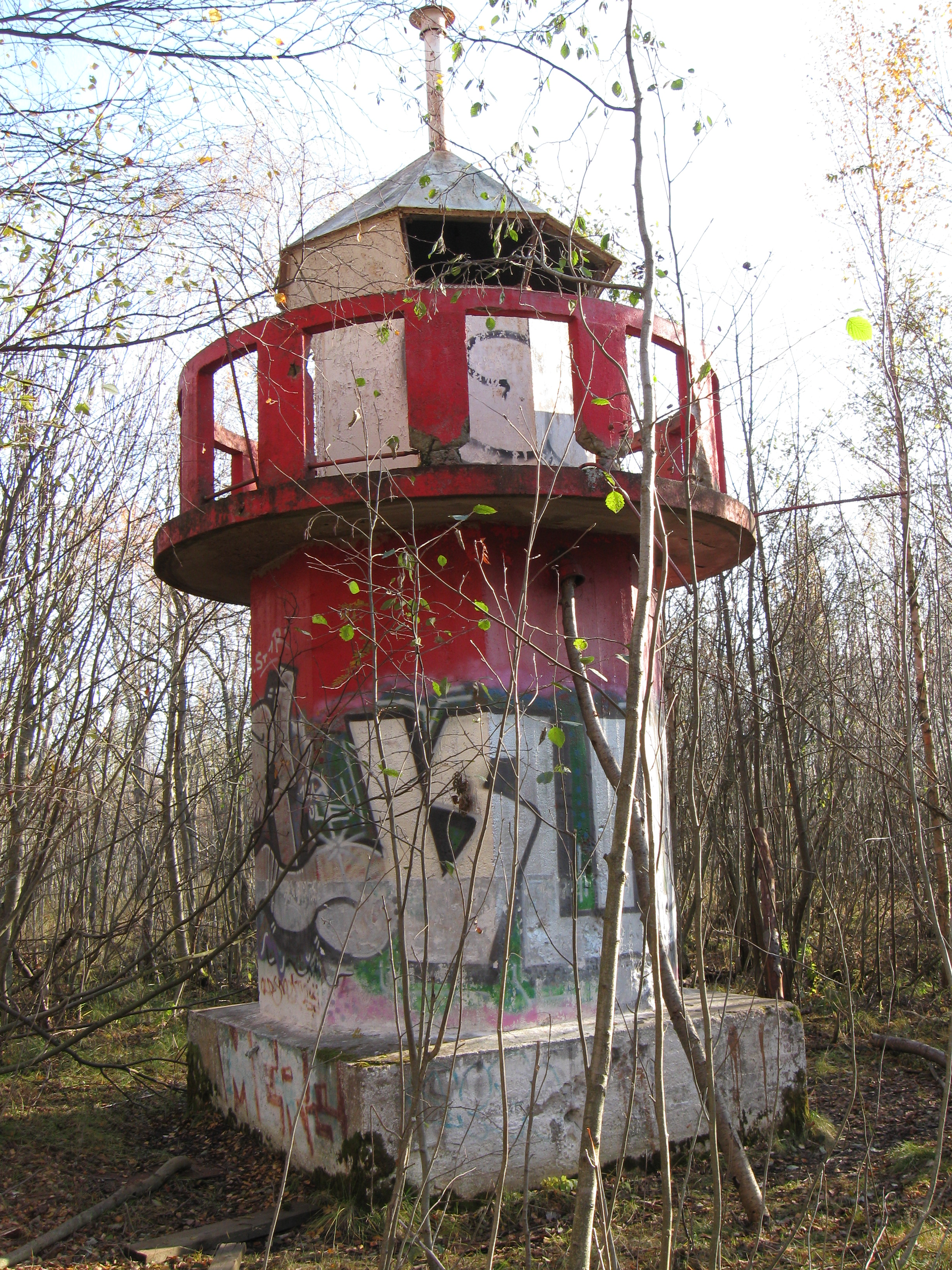
Le phare de Koskela.